# LacusCurtius
LacusCurtius ist eine von Bill Thayer betriebene Website, die sich mit der Geschichte des Römischen Reiches befasst. 
Auf der 1997 online gegangenen Website werden vor allem antike Texte kostenlos zur Verfügung gestellt. Dabei handelt es sich zum überwiegenden Teil um englische Übersetzungen griechischer und lateinischer Autoren, deren Copyright erloschen ist und die somit frei zugänglich sind, so unter anderem Polybios, Diodor, Sueton, Appian, Cassius Dio, Ammianus Marcellinus und die Historia Augusta. Der Großteil der Übersetzungen stammt aus der Loeb Classical Library. Teilweise wird nicht nur die Übersetzung, sondern auch der Originaltext zur Verfügung gestellt; in Einzelfällen liegt auch nur dieser vor (so zum Beispiel bei Curtius Rufus). Das umfangreiche Angebot wird in unregelmäßigen Abständen erweitert.
Zusätzlich sind auf der Website unter anderem einige ältere akademische Aufsätze und das (allerdings veraltete) Dictionary of Greek and Roman Antiquities (1875) verfügbar. Auch A Topographical Dictionary of Ancient Rome (1929), Arbeiten zu Britannien in römischer Zeit sowie mehrere Fotos und Karten sind bei LacusCurtius einsehbar. Separat von LacusCurtius betreibt Thayer noch eine Hauptseite, von der auf weitere Unterseiten verlinkt wird, unter anderem zum Themenbereich Sezessionskrieg.
Die Seite wird häufig im wissenschaftlichen Kontext zitiert oder als Quelle angegeben.
Der Name LacusCurtius ist absichtlich als Camel Case gestaltet, um eine Verwechslung mit dem römischen Mythos des Lacus Curtius zu vermeiden. 